# Гуляй Поле (Харьковская область)
Гуляй Поле (укр. Гуляй Поле, до 2019 — Рябухино) — село, Борковский поселковый совет, Нововодолажский район, Харьковская область, Украина.
Код КОАТУУ — 6324255304.
Историческое название села — Гуляй Поле. В годы Советской власти село было переименовано в память С. А. Рябухи — председателя местного Совета, погибшего во время Гражданской войны; в центре села был установлен памятник ему. В 2019 в рамках «декоммунизации Украины» Верховная Рада Украины вернула селу историческое название.

## Население
Село основано в 1722 году.
В 1864 году село было центром Гуляйпольской волости и насчитывало 1112 жителей в 138 дворах.
К 1914 численность жителей возросла до 2040 человек.
Население по переписи 2001 года составляло 158 (76/82 м/ж) человек.

## Географическое положение
Село Гуляй Поле находится на склоне балки Косы у лога Кругляк между реками Джгун и Берестовая.
На расстоянии в 2 км расположено село Клиновое.
По селу протекают пересыхающие ручьи с запрудами.
К селу примыкают несколько лесных массивов (дуб).

## История
- В 1860-х годах в селе Гуляй Поле (Косы) были три ветряные мельницы.[7]

## Экономика
Маслобойка.

## Объекты социальной сферы
- Фельдшерско-акушерский пункт.

## Достопримечательности
- Братские могилы советских воинов, где похоронено 390 человек.